# 12 luglio
Il 12 luglio è il 193º giorno del calendario gregoriano (il 194º negli anni bisestili). Mancano 172 giorni alla fine dell'anno.

## Eventi
- 526 – Viene eletto papa Felice IV
- 1153 – Viene eletto papa Anastasio IV
- 1184 – Papa Lucio III consacra solennemente il Duomo di Modena
- 1191 – Durante la Terza crociata, Saladino si arrende per porre fine all'assedio di due anni di S. Giovanni d'Acri, che viene così conquistata da Riccardo I
- 1213 – Con la cosiddetta Bolla Aurea (o "Promessa di Eger"), Federico II promette di mantenere la separazione fra Sacro Romano Impero e Regno di Sicilia
- 1215 – Federico II viene nuovamente incoronato imperatore del Sacro Romano Impero ad Aquisgrana dopo la sconfitta di Ottone IV
- 1290 – Gli ebrei sono espulsi dall'Inghilterra per ordine di re Edoardo I
- 1293 – Con la Pace di Fucecchio vengono ridisegnati i confini delle repubbliche toscane
- 1442 – Re Alfonso V d'Aragona diventa re di Napoli
- 1470 – I turchi conquistano l'isola greca di Eubea (allora Negroponte), strappandola alla Repubblica di Venezia
- 1493 – Il cartografgo Hartmann Schedel dà alle stampe le Cronache di Norimberga, libro a stampa contenente circa milleottocento xilografie con viste di città stampate in bianco e nero e poi colorate a mano
- 1542 – Le truppe francesi sotto Maarten van Rossem occupano le Fiandre
- 1555 – Papa Paolo IV istituisce il primo ghetto ebraico a Roma per effetto della bolla Cum nimis absurdum (sarà pubblicata ufficialmente due giorni dopo)
- 1562 – Diego de Landa, vescovo di Yucatán, brucia i libri sacri dei Maya
- 1690 – L'esercito di Guglielmo di Orange vince la battaglia del Boyne, come calcolato dal calendario gregoriano
- 1691 – Antonio Pignatelli viene eletto papa con il nome di Innocenzo XII
- 1730 – Lorenzo Corsini viene eletto papa con il nome di Clemente XII
- 1759 – I cannoni britannici iniziano a sparare sui francesi a Québec da Lévis (Québec)
- 1790 – Viene redatta in Francia la Costituzione civile del clero
- 1812
  - Gli Stati Uniti d'America invadono il Canada a Windsor (Ontario)
  - Viene promulgata la costituzione siciliana
- 1862 – Il Congresso statunitense istituisce la Medaglia d'Onore
- 1903
  - Charles Laeser è il primo ciclista non francese della storia a vincere una tappa al Tour de France
  - Viene aperta al pubblico per la prima volta Villa Borghese
  - Aníbal Zañartu viene nominato presidente del Cile ad interim a seguito della morte di Federico Errázuriz Echaurren
- 1908 – Debuttano a Göteborg le nazionali di calcio di Svezia e Norvegia in un incontro vinto dagli svedesi per 11 a 3
- 1916 – Prima guerra mondiale: Cesare Battisti e Fabio Filzi vengono impiccati dagli austriaci con l'accusa di tradimento
- 1920 – Vilnius viene riconosciuta come capitale della Lituania
- 1921 – Si conclude a Mosca il terzo congresso dell'Internazionale Comunista
- 1928 – Re Vittorio Emanuele III inaugura il Monumento alla Vittoria di Bolzano
- 1932 – Re Giorgio V del Regno Unito inaugura il Lambeth Bridge a Londra
- 1935 – Viene firmato l'armistizio tra Paraguay e Bolivia che mette fine alla guerra del Chaco
- 1937 – Il fotografo Robert Capa pubblica sulla rivista Life la controversa fotografia intitolata Morte di un soldato repubblicano e ritraente la fucilazione il 5 settembre 1936 di un repubblicano durante la guerra civile spagnola[1]
- 1943
  - Il bombardamento anglo-americano su Agrigento causa più di 300 vittime e di 200 feriti
  - Battaglia di Prochorovka, il più cruento scontro tra carri armati della storia militare: viene considerata dagli storici la battaglia che coinvolse il maggior numero di mezzi corazzati in uno spazio relativamente ristretto
- 1944 – Eccidio di Cibeno: al poligono di tiro di Cibeno (Carpi), 67 internati politici del Campo di concentramento di Fossoli (MO) vengono fucilati dalle SS
- 1950 – René Pleven diventa primo ministro di Francia
- 1954 – Con la firma del cessate il fuoco, termina dopo sette anni la guerra d'Indocina
- 1962 – Il gruppo rock britannico The Rolling Stones esordisce ufficialmente al Marquee Club di Londra
- 1963 – Grazie al decreto legge n. 930, il Marsala è il primo vino italiano a ricevere il riconoscimento DOC[2]
- 1967 – Quattro giorni di rivolte razziali iniziano a Newark (New Jersey) costeranno 27 vittime
- 1975 – São Tomé e Príncipe dichiara l'indipendenza dal Portogallo
- 1979
  - L'arcipelago di Kiribati dichiara l'indipendenza dal Regno Unito
  - Al Comiskey Park di Chicago si tiene la Disco Demolition Night, precorritrice del declino della musica disco
- 1980 – Si conclude il primo viaggio apostolico di papa Giovanni Paolo II in America Latina
- 1983 – Entra in carica la IX legislatura della Repubblica Italiana
- 1984 – Un aereo delle forze aeree statunitensi precipita dei pressi di Lentini in Sicilia
- 1986 – Viene registrato allo Stadio di Wembley il doppio CD live dei Queen Live at Wembley '86
- 1988 – Viene lanciato Phobos 2, ultima missione sovietica esplorativa di Marte prima dello scioglimento dell'URSS
- 1991 – Riccardo Schicchi e Mauro Biuzzi fondano il Partito dell'Amore
- 1993 – Un terremoto di magnitudo 7,8 della scala Richter al largo della costa di Hokkaidō, in Giappone, crea un devastante tsunami che uccide 202 persone sull'Isola di Okushiri
- 1994 – Con un referendum, l'Austria conferma l'adesione all'Unione europea
- 1997
  - Processo Enimont: Bettino Craxi e Claudio Martelli sono condannati in secondo grado per finanziamento illecito
  - Esce nelle sale cinematografiche giapponesi Princess Mononoke, settimo lungometraggio di Hayao Miyazaki
- 1998 – La Francia vince in casa il suo primo titolo mondiale ai danni della Nazionale brasiliana di calcio campione del mondo in carica
- 2001 – Yohannes Haile-Selassie e Giday Wolde Gabriel dell'Università della California - Berkeley annunciano, dalle pagine della rivista Nature, di aver trovato i resti fossili di Ardipithecus kadabba, i cui resti sono fra i più antichi ritrovati: sono datati a quasi 6 milioni di anni fa
- 2002 – La Corte superiore dell'Ontario ordina di riconoscere i matrimonio tra persone dello stesso sesso all'interno della provincia
- 2005 – Alberto II di Monaco presta giuramento e diventa il nuovo principe di Monaco
- 2006 – Hezbollah con l'"Operazione Giusta Ricompensa" dà inizio alla seconda guerra israelo-libanese
- 2010 – A Venezia entra in funzione la prima centrale elettrica al mondo alimentata a idrogeno con produzione industriale, 16 mega watt è la Centrale a idrogeno di Fusina
- 2016 – Tragedia di Bari-Nord: alle 11:05 due treni della Ferrotramviaria si scontrano frontalmente in Puglia, ad Andria, in un tratto a binario unico a una velocità di circa 100 km/h, provocando la morte di 23 persone e il ferimento di altre 50; il disastro ferroviario è annoverato tra i peggiori del Paese
- 2019 – Negli USA la Federal Trade Commission multa di 5 miliardi di dollari il social network Facebook per lo scandalo legato alla Cambridge Analytica

## Nati
Ci sono circa 1 140 voci su persone nate il 12 luglio; vedi la pagina Nati il 12 luglio per un elenco descrittivo o la categoria Nati il 12 luglio per un indice alfabetico.

## Morti
Ci sono circa 470 voci su persone morte il 12 luglio; vedi la pagina Morti il 12 luglio per un elenco descrittivo o la categoria Morti il 12 luglio per un indice alfabetico.

## Feste e ricorrenze

### Civili
Nazionali:
- Irlanda del Nord - Giorno della battaglia del Boyne
- Kiribati - Festa dell'indipendenza
- Mongolia - Festa del Naadam (secondo giorno)
- São Tomé e Príncipe - Festa dell'indipendenza

### Religiose
Cristianesimo:
- Sant'Agnese Le Thi Thanh (De), madre di famiglia, martire
- Sant'Arduino di Fontenelle
- Santi Ermagora e Fortunato, martiri di Aquileia
- San Giovanni Gualberto, abate
- San John Jones
- Sant'Ignazio Clemente Delgado, vescovo e martire
- San Leone I, abate
- San Lucio di Cavargna, martire
- Santi Nabore e Felice, martiri
- San Paolino di Lucca, vescovo e martire
- San Paterniano, vescovo
- San Pietro Khanh, martire
- Santi Proclo e Ilarione, martiri
- Santa Veronica, pia donna
- San Vivenziolo di Lione, vescovo
- Beato Davide Gonson (Gunston), cavaliere di Malta, martire
- Beati Giovanni e Caterina Tanaca, sposi e martiri
- Beata Maria di Sant'Enrico (Margherita Eleonora de Justamond), vergine e martire
- Beate Marta del Buon Angelo (Maria Cluse) e 3 compagne, vergini e martiri
- Beati Mattia Araki e 7 compagni, martiri giapponesi

Religione romana antica e moderna:
- Ludi Apollinari, ottavo giorno